# Маковський Володимир Михайлович
Володи́мир Миха́йлович Мако́вський (біл. Уладзімір Макоўскі, нар. 23 квітня 1977 року, м. Молодечно, БРСР) — білоруський футболіст, граючий тренер ФК «Городея», у минулому гравець збірної Білорусі. Здебільшого виступав на позиції нападника та атакуючого півзахисника. Найкращий футболіст Білорусі (1996).

## Клубна кар'єра
Володимир Маковський та його брат-близнюк Михайло народилися у білоруському містечку Молодечно. Там же й почали займатися футболом, де їх наставником у місцевій ДЮСШ був Анатолій Бересньов. У 16-річному віці юні футболісти опинилися у клубі «Електромодуль», що брав участь у першості третього дивізіону Білорусі. Одного дня гру цієї команди відвідав майбутній тренер збірної Білорусі Сергій Боровський, що тренував на той час інший клуб з Молодечна — «Металург». Гра талановитих юнаків припала йому до душі і вже наступного сезону брати Маковські захищали кольори «Металурга», який грав у Вищій лізі та ставив перед собою набагато серйозніші завдання, ніж їх попередня команда. У цьому клубі хлопці провели два роки, після чого вирушили підкорювати столицю — їх запросили приєднатися до лав мінського «Динамо».
Саме у мінському «Динамо» по-справжньому розкрився талант Володимира. У 1996 році він став найкращим гравцем чемпіонату Білорусі, допомігши своїй команді завоювати срібні нагороди чемпіонату та дійти до фіналу Кубка країни. Наступного року сам Маковський виглядав можливо й не так яскраво, однак команда спромоглася здійнятися на верхівку турнірною таблиці чемпіонату за підсумками сезону. Дедалі більше ставало зрозуміло, що братам Маковським у першості Білорусі «тісно», потрібні були нові виклики та нова команда.
Цією командою стало київське «Динамо», що саме переживало період відродження. Були пропозиції і від інших клубів, зокрема від московського «Спартака», проте до конкретики там так і не дійшло. У Києві на близнюків покладали великі надії, однак майже зразу щось у їхній кар'єрі пішло не так. Володимиру і так було вкрай важко конкурувати за місце у складі з Ребровим та Шевченком, а тут ще й з'явилися чутки про систематичне порушення режиму, які врешті-решт виявилися не безпідставними. Форму доводилося підтримувати переважно виступаючи у складі «Динамо-2». Мабуть єдиною світлою плямою у київському етапі кар'єри Володимира Маковського був матч кваліфікаційного раунду Ліги Чемпіонів 1998/99 проти празької «Спарти», у якому білоруський нападник вийшов на заміну та віддав передачу на Андрія Шевченка, після удару якого захисник зрізав м'яч у власні ворота, завдяки чому кияни змогли перевести гру у овертайм, а пізніше й взагалі дійти до півфіналу турніру.
У 1999 році шляхи братів Маковських вперше розійшлися — Михайло вирушив до полтавської «Ворскли», а Володимир до калінінградської «Балтики». Однак доволі швидко близнюки знову опинилися разом — Володимира було запрошено за протекцією брата до складу полтавської команди на орендних засадах.
Протягом наступних чотирьох років Володимир Маковський змінив ціли низку клубів, серед яких можна виокремити ужгородське «Закарпаття», київський ЦСКА, знову ж таки ту ж саму «Балтику». У 2003 році його контракт з київським «Динамо» добіг кінця і білоруський форвард вирішив повернутися на Батьківщину.

## Досягнення
Клубні трофеї
 Динамо (Мінськ)
- Чемпіон Білорусі (1): 1997
- Срібний призер чемпіонату Білорусі (1): 1996
- Бронзовий призер чемпіонату Білорусі (1): 2003
- Фіналіст Кубка Білорусі (1): 1995/96

 Динамо (Київ)
- Чемпіон України (1): 1997/98
- Володар Кубка України (1): 1997/98

 Динамо-2 (Київ)
- Чемпіон першої ліги чемпіонату України (1): 1998/99
- Срібний призер першої ліги чемпіонату України (2): 1997/98, 2000/01

 Інтер (Баку)
- Фіналіст Кубка Азербайджану (1): 2004/05

 Нафтан (Новополоцьк)
- Володар Кубка Білорусі (1): 2008/09

 ФК Городея
- Переможець другої ліги чемпіонату Білорусі (1): 2010
- Бронзовий призер першої ліги чемпіонату Білорусі (1): 2011

Особисті здобутки
- Найкращий футболіст Білорусі (1996)
- Третій серед найкращих футболістів Білорусі (1997)